# Я — пущенная стрела
«Я — пу́щенная стрела́» — песня советской и российской рок-группы «Пикник», сочинённая Эдмундом Шклярским в 1990 году под впечатлением от прочтения романа Фридриха Ницше «Так говорил Заратустра». Представляет собой монолог лирического героя, идентифицирующего себя с образом Пущенной стрелы. Образ интерпретировался исследователями по-разному: от мотива непрерывного движения к цели и саморазвития до мотива «невольного зла», навлекаемого на окружающих этим движением. Песня включена в пятый студийный альбом «Пикника» «Харакири», выпущенный в 1992 году. Позже неоднократно переиздавалась в составе альбомов-сборников.

## Создание
Песня была написана в 1990 году после прочтения Эдмундом Шклярским романа «Так говорил Заратустра. Книга для всех и ни для кого» немецкого философа Фридриха Ницше. По воспоминаниям музыканта, ещё школьником он прочитал краткую справку о романе и его авторе в энциклопедии, и уже тогда его заинтересовало название этого произведения. Много лет спустя, уже в перестроечный период, находясь в Москве, со слов Шклярского, «по каким-то музыкальным делам, в поисках светлого будущего» в беседе с работником «околоконцертной» организации он упомянул о романе «Так говорил Заратустра». Неожиданно для музыканта собеседник покинул его, но вскоре возвратился с экземпляром книги Ницше и подарил её Шклярскому. Последний назвал обстоятельства этой встречи загадочными, заметив, что всё тогда «было хорошо», пока его собеседник «не стал рассказывать о своих встречах с марсианами». Сама книга, считал Шклярский, попала ему в руки «в то время, когда и должна была».
Знакомство с произведением Ницше произвело сильное впечатление на Шклярского и было воспринято им как откровение. По признанию музыканта, его удивило, как «один человек может это всё вместить и написать такое». Из прочитанного он вынес мысль о том, что «всё настоящее должно стоять на крови. Храмы, стихи — всё на крови. Даже каждая строчка в песне должна быть пронизана кровью». Позже в различных интервью музыкант неоднократно упоминал о влиянии романа «Так говорил Заратустра» на песню «Я — пущенная стрела», отметив, например, то обстоятельство, что в её текст «проникли» «какие-то мотивчики» из этого произведения, или определив песню как «ассоциацию» или даже как «послесловие к прочитанному».

## Запись и концертные исполнения
Песня «Я — пущенная стрела» была включена в трек-лист пятого студийного альбома группы «Пикник» «Харакири», материал для которого готовился в течение 1990 года. В отличие от предыдущей работы группы, этот альбом, по словам Шклярского, представлял собой «лаконичную форму повторений короткой структуры», как у T. Rex. Поскольку возможности продвижения будущего альбома посредством эфирного радиовещания изначально не рассматривались, постольку при создании песен ставилась цель быстрого привлечения внимания слушательской аудитории: «если человек где-то услышал — достаточно нескольких секунд».
Запись «Харакири» производилась в январе 1991 года на киностудии «Ленфильм». Исполнительным продюсером альбома выступил Андрей Бурлака, с его слов, тесно сотрудничавший в тот период с музыкантами «Пикника». Проблемы экономического развития в стране, затронувшие и сферу звукозаписи, привели к тому, что релиз пластинки «Харакири» состоялся только в конце 1992 года. Альбом был выпущен Ленинградским заводом «Мелодии», однако в его выходных данных был указан собственный лейбл Эдмунда Шклярского Matuzalem Records. Во второй половине 1990-х годов произведена новая студийная запись альбома, и начиная с 2001 года он выпускается в перезаписанном варианте.
Студийная версия песни «Я — пущенная стрела» переиздавалась в составе альбомов-сборников: «Коллекционный альбом 83—93» (1994), «Фиолетово-Чёрный» (2001), «Пущенная стрела» (2013), «Большая игра» (2015), «35» (2016).
В начале 1990-х годов песня была включена в концертную программу «Пикника». Приводя в пример выступление группы на Дворцовой площади 22 августа 1991 года, после поражения августовского путча, Шклярский замечал, что в те годы организаторы концертов часто «вспоминали» о песне «Я — пущенная стрела» и о других композициях, включённых в «Харакири», приглашая музыкантов выступать именно тогда, когда в стране происходили «какие-то заморочки».
Во время исполнения песни на рок-фестивале «Нашествие 2002» актриса театра «ЧерноеНЕБОбелое» Марчелла Солтан показала специфическое театрализованное представление: она двигалась в такт в образе биомеханической куклы в костюме из спектакля «Триада» из репертуара театра. Исполнение других песен в ходе этого выступления «Пикника» также сопровождалось элементами перформанса. Площадка «Нашествия» стала «плацдармом» для испытания новых сценических технологий в рамках работы над юбилейными, в честь двадцатилетия, концертами группы. Поэтому подготовка к рок-фестивалю заняла тогда несколько месяцев.
7 октября 2011 года на юбилейном концерте «Пикника» в Ледовом дворце Санкт-Петербурга композицию «Я — пущенная стрела», вместе со Шклярским, исполнил Вячеслав Бутусов. Во вступлении к песне другой экс-участник Nautilus Pompilius Алексей Могилевский сыграл отдельное саксофонное соло. В 2012 году эта концертная запись была выпущена в альбоме «30 световых лет».
С исполнения песни «Я — пущенная стрела» начался концерт «Пикника» с симфоническим оркестром «Таврический» 27 марта 2024 года в БКЗ «Октябрьский» Санкт-Петербурга. Концерт проходил как «вечер памяти» жертв теракта в подмосковном Красногорске, собранные с выступления средства были направлены родственникам пострадавших и погибших.

## Участники записи
| - Эдмунд Шклярский — вокал, гитара, - Виктор Евсеев — бас-гитара, - Сергей Воронин — клавишные, | - Юрий Ключанцев — саксофон, - Леонид Кирнос — ударные. |  |

## Литературный анализ

### Мотив движения
Общими чертами героев песен Эдмунда Шклярского исследователь В. Курская считала их непохожесть на окружающих, отсутствие взаимопонимания с последними, и как следствие — одиночество. Выделив два воплощения лирического героя — Шамана и Пророка, выполняющих роль посредника между реальным миром и миром потусторонним, Курская обращала внимание на то, что автор часто противопоставляет своего героя остальным людям. Анализ образа Пущенной стрелы становится важен для понимания сущности героя-Пророка. Упомянув о влиянии романа Ницше «Так говорил Заратустра» на замысел песни «Я — пущенная стрела», исследователь высказала предположение, что этот образ навеян тезисом из текста романа, который Курская сформулировала следующим образом: «Человек — это стрела, пущенная через бездну отчаяния». (У Ницше, в переводе Юлия Антоновского, под редакцией К. Свасьяна: «Я люблю великих ненавистников, ибо они великие почитатели и стрелы тоски по другому берегу».)
Сам Ницше, в интерпретации Курской, определял человека как промежуточное звено между зверем и сверхчеловеком, а превращение человека в сверхчеловека уподоблял преодолению пропасти по узкому мосту. Для Ницше в человеке важно то, что он «не цель», а «мост», «переход и гибель». Эдмунд Шклярский, как считала Курская, также подчёркивает в своей песне этот мотив движения. Пущенная стрела непрерывно движется к своей цели, причём исключительно «ради себя», она «никого ни к чему не призывает», а является только примером людям, показывающим, что для них возможно развитие. Именно к этому развитию их и призывает Пророк, который оказывается не в силах помочь людям пройти этот путь — «либо они пройдут его сами, либо не пройдут вовсе». В такой постановке вопроса проявляется особое качество Пророка Шклярского, а именно — его «безжалостность» при открытии людям истины: «Я — пущенная стрела / И нет зла в моём сердце, но / Кто-то должен будет упасть всё равно». Пожалеть человека для Пророка означает оставить его «с закрытыми глазами», с иллюзиями, за которые он цепляется, и на которых строит свои предположения об окружающем мире и себе самом.
Реальный мир, завершала Курская, видится лирическому герою Шклярского как «небо без ветра и птиц», то есть обездушенным (оба образа здесь — и ветер, и птицы, — по мнению исследователя, традиционно отождествляются с душой). Именно поэтому герой-Пророк в итоге стремится к иному, отличному от реального миру. Его непохожесть на других людей («в лучшую сторону») Шклярский описывает, по мнению Курской, «через отличие по крови»: даже «то, что зовут они кровью, только вода». Исследователь также подчёркивала особое значение концепта крови в творчестве Шклярского в целом.
А. Мамонтова рассматривала текст песни «Я — пущенная стрела» как один из примеров произведений готической субкультуры, апеллирующих к философии декаданса. По её мнению, в песне содержится призыв Заратустры уподобиться стихиям «в их могуществе и безразличии, в их вечности» при движении между людьми, больше «занятыми своими желудками», нежели идеями и поиском пути к сверхчеловеку.

### Мотив «невольного зла»
Д. Ганцаж считал центром поэзии Эдмунда Шклярского вневременную универсальную проблематику, а именно — вопросы бытия и небытия, самоидентификации и смысла существования. Ганцаж отказывался от однозначных ответов на вопросы, кто же эти загадочные «они» из текста песни «Я — пущенная стрела», и кем на самом деле является тот, кто выпустил стрелу. Тем не менее он ассоциативно связал этого «стрелка» с образом Инквизитора из одноимённой песни «Пикника», изданной в альбоме «Танец волка» в 1984 году, отметив, что целью последнего являлось преследование и завладение умом и душой потерянного человека.
Духовное состояние и действия самого лирического героя, идентифицирующего себя с Пущенной стрелой, его желания и возможности, вступая в противоречие друг с другом, по Ганцажу, наоборот, несут в себе мотив «невольного зла». Исследователь находил общее в этом мотиве со внутренним миром Демона и Печорина — персонажами произведений Михаила Лермонтова: они искали «настоящие ценности и чувства, однако, следуя закону отрицания, направлялись в сторону зла, которого отбросить не сумели». Так и герой-Пущенная стрела — он замечает окружающие его проблемы, но «не в состоянии предпринять какие-либо меры»: «О, как много погасших огней, / Как много рук, что нельзя согреть — / Так мимо, мимо, мимо, мимо, мимо скорей!». Пущенная стрела летит по траектории, назначенной стрелком, и «сама, без влияния внешних факторов, не в состоянии изменить своё предназначение», в результате, заключал Ганцаж, такой тип поведения «невольно ведёт к чьей-то гибели».

### Мотив города
По мнению Ю. Пилюте, художественный мир Эдмунда Шклярского — мультивселенная, состоящая из множества миров. При этом главными особенностями его мировидения являются устремлённость в мир бесконечного (запредельного) и попытка его постичь. Именно из «области запредельных миров», соприкасающихся с авторским миром, в поэтике Шклярского появляются различные «сущности». Авторский мир, по Пилюте, в свою очередь, делится на реальный и ирреальный. При этом реальный мир — это город, населённый людьми («наша действительность»), и он противопоставлен миру ирреальному, «как профанный священному»: «А нищие правят бал, / Они хотят, да не могут дать, / И то, что зовут они кровью, только вода».
А. Мамонтова обращала отдельное внимание на образ города, возникающий в четвёртой строфе текста песни ("Я не могу этот город любить… "), упомянув об аналогичном образе в первой части романа «Так говорил Заратустра». По её словам, образ города — не только основной знак этой части романа Ницше, но и один из культурных кодов декаданса и готической субкультуры в целом, «город-спрут как символ, город как мистическое пространство, где происходит либо основное действие, либо становление героя».